# Ворб
Ворб (нім. Worb) — місто  в Швейцарії в кантоні Берн, адміністративний округ Берн-Міттельланд.

## Географія
Місто розташоване на відстані близько 10 км на схід від Берна.
Ворб має площу 21,1 км², з яких на 15,6% дозволяється будівництво (житлове та будівництво доріг), 62,8% використовуються в сільськогосподарських цілях, 21% зайнято лісами, 0,6% не є продуктивними (річки, льодовики або гори).

## Демографія
2019 року в місті мешкало 11 479 осіб (+1% порівняно з 2010 роком), іноземців було 16,7%. Густота населення становила 545 осіб/км².
За віковим діапазоном населення розподілялося таким чином: 19,1% — особи молодші 20 років, 56,9% — особи у віці 20—64 років, 23,9% — особи у віці 65 років та старші. Було 5201 помешкань (у середньому 2,2 особи в помешканні).
Із загальної кількості 3991 працюючого 216 було зайнятих в первинному секторі, 874 — в обробній промисловості, 2901 — в галузі послуг.